# Abundisporus
Abundisporus is een geslacht van schimmels uit de familie Polyporaceae. De typesoort is Abundisporus fuscopurpureus.

## Soorten
Volgens index Fungorum  telt het geslacht acht soorten (peildatum februari 2023):
| Soortnaam                   | Auteur(s)            | Publicatiejaar |
| --------------------------- | -------------------- | -------------- |
| Abundisporus fuscopurpureus | (Pers.) Ryvarden     | 1999           |
| Abundisporus mollissimus    | B.K. Cui & C.L. Zhao | 2015           |
| Abundisporus pubertatis     | (Lloyd) Parmasto     | 2000           |
| Abundisporus quercicola     | Y.C. Dai             | 2002           |
| Abundisporus resupinatus    | Decock & Ryvarden    | 2021           |
| Abundisporus roseoalbus     | (Jungh.) Ryvarden    | 1999           |
| Abundisporus sclerosetosus  | Decock & Laurence    | 2000           |
| Abundisporus violaceus      | (Wakef.) Ryvarden    | 1999           |